# 凛
凛（Rin'）是日本的三人音乐团体。团体中三位都是女器乐演奏家，她们三人Mana(吉永真奈)、Tomoca(长须与佳)、Chie(新井智恵)使用筝、十七絃、薩摩琵琶、三味线、尺八等日本传统乐器，使得她们的音乐把传统音乐与现在J-POP巧妙结合，开创了邦乐新特征。
三人互为同学，2003年毕业于东京艺术大学，并组建了凛乐团，乐队的名字凛（Rin'）是将英语中“ring”（轮）和和乐（日本音乐）中“和”的意思融合起来，是为了使“和平音乐传播世界”的意思。
乐队于2003年12月首次亮相，并于2004年于avex公司发行了她们的正式单曲《Sakitama～幸魂～》。之后乐队在世界各地做过演出，发行了4首单曲，多张专辑。她们的音乐经常被日本的动画片和电影使用。
2009年2月13日乐隊在其官網上宣布正式解散。

## 乐队成员

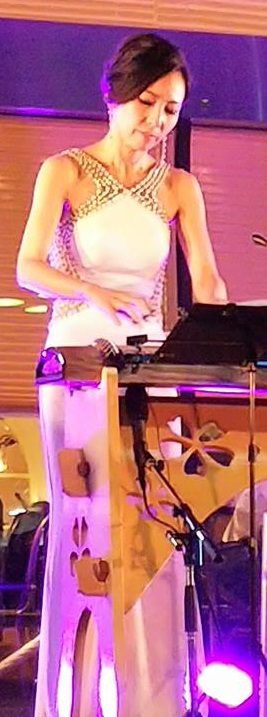
吉永真奈（Mana Yoshinaga)

- Mana (吉永真奈)：人声、筝（生田流）、三味线、十七弦筝
- Tomoca (长须与佳)：人声、琵琶、尺八（琴古流）
- Chie (新井智恵)：人声、筝（生田流）、三味线、十七弦筝

## 作品
单曲
- Sakitama～幸魂～（2004.4.7）
- 八千代ノ風（2004.6.30）
- サクラ サクラ（2005.4.20）
- 夢花火（2005.8.31）

专辑
- 時空（2004.5.12）
- 飛鳥（2004.9.29）
- ～Rin' Christmas Cover Songs～聖夜（2004.11.14）
- 宴歌（うたげうた）/さくら さくら（2005.3.30）
- Inland Sea
- 源氏ノスタルジー

DVD
- 歌宴～Rin' First Live Tour 2004 "時空"～（2004.11.17）